# ウルトラ兄弟物語
『ウルトラ兄弟物語』（ウルトラきょうだいものがたり）は、
- かたおか徹治による漫画作品。
  - 『コロコロコミック』（小学館）1979年1月号から1981年3月号連載されたウルトラシリーズ関連の漫画をまとめた単行本のタイトル。本項で解説。
  - 『小学一年生』1981年4月号から1982年3月号連載、単行本未収録。
- 蛭田充による漫画作品。『小学二年生』（小学館）1979年1月号から1979年3月号連載。
- 坂丘のぼるによる漫画作品。『小学二年生』（小学館）1979年4月号から1980年3月号連載。

## あらすじ
公式設定とはいささか外れる形となるが、ウルトラ兄弟がまだウルトラ兄弟と呼ばれていなかったころの話やウルトラ族同士の戦いを描く、独自のシリーズ。『コロコロコミック』および同増刊号に不定期連載されたため、各ストーリーごとに設定や時系列の齟齬が多少存在する。
基本的には内山まもるの『ザ・ウルトラマン』の設定を受け継いでおり、ウルトラセブンが宇宙最強とされている、ウルトラ族に対抗する宇宙人がいる、など共通点が多い。

### 決闘ウルトラ兄弟編
『コロコロコミック』特別増刊2号（1978年）に掲載。
宇宙警備隊が結成されていなかったころ、M78星雲では戦乱を好む種族である暗黒勢力によって各星が無法状態にあった。暗黒勢力の襲撃によって危機に瀕していたウルトラの国の総司令官であるウルトラの父は、ゾフィーにウルトラの国最強の戦士であるウルトラマン、ウルトラセブン、新ウルトラマン（現：ジャック）、ウルトラマンAを呼び戻すことを命じる。しかし、ようやく見つけた新マンは戦闘中のミスで子どもを死なせたことを悔いて酒びたりになっており、セブンは自分の修行をしたいと帰国を拒否する。

#### 本作品独自設定・キャラクター（決闘ウルトラ兄弟編）
- ウルトラマンが墓掘り人夫をやっている。
- ウルトラセブンが戦闘時に両刀式のスピアを使用。以後のシリーズでも頻繁に用いる。
- 新ウルトラマンが酒びたりになっている（口から飲んでいる）。
- 各惑星に登場する宇宙人は全て独自キャラで、ウルトラシリーズに登場したものではない。

### ウルトラ一族の大反乱編
『コロコロコミック』特別増刊3号（1978年）に掲載。当時のタイトルは「ウルトラ兄弟対大怪獣」。
ウルトラ暦28853年、ウルトラの星では宇宙警備隊大隊長の選考が行なわれていた。大隊長にはウルトラの父の兄であるウルトラマンジャック（新ウルトラマンとは別人）が推挙されるが、ウルトラマンキングにより反対されウルトラの父が指名される。その結果に不満をもったジャックとジャック一派は独自に新宇宙警備隊を組織し、悪星人狩りを始める。怪獣軍団とすら手を組み人質もろとも星を消し去るやり方に、宇宙警備隊も傍観できず、ついに宇宙警備隊と新宇宙警備隊による、同族同士の戦いが始まった。

#### 本作品独自設定・キャラクター（ウルトラ一族の大反乱編）
ウルトラマンジャック
ウルトラの父の兄。後述の新宇宙警備隊の隊員からは宇宙警備隊の次期大隊長と推されており、「悪人（自分らに敵対する者も含め）は根絶やしにすべし」という信念の持ち主。頭部は両目から頬にかけてラインが走っているほか、ウルトラホーンの先端が外向きに反っている。
後年に設定された新ウルトラマンの本名と同じ名前だが、無関係である。
バトルスター
新宇宙警備隊が持つ十字型の宇宙旗艦。搭載したミラクルレーザー砲は星を一撃で破壊できる。
ジュピター
レッド族（セブン族）の戦士。旧知のセブンへの対抗心もあり、宇宙警備隊の方針は悪人に甘すぎると見なして新宇宙警備隊に入る。その後、セブンと戦って死亡する。
新宇宙警備隊のスーツ
新宇宙警備隊の隊員は全員ともウルトラ族またはレッド族だが、仮面とスーツを着用している。
怪獣軍団
ウルトラシリーズの怪獣によって構成された軍団。レッドキング、ギエロン星獣、バキシムなどといった怪獣のほか、テンペラー星人やウルトラマンタロウの登場怪獣#緑色宇宙人 テロリスト星人などの宇宙人の姿も描かれている。

### ウルトラ兄弟物語編
『コロコロコミック』1979年1月号から10月号に連載。当時のタイトルは「新・ウルトラ兄弟物語」。
銀河を混乱に陥れていた極悪宇宙人勢力のリーダー格であったスペースサタンキングおよびサタン軍団が全宇宙平和会議を開催し、宇宙警備隊に停戦を申し入れてきた。ウルトラの父とタロウ、そしてウルトラマンキングはウルトラ戦闘艇、バトルシップに乗り全宇宙平和会議に出席する。ゾフィーはそれを罠であるとして出席を取りやめるよう求めたが、父は聞き入れず出席してしまう。しかして、会議はやはり罠で、戦艦で来るように指定されていたにもかかわらず、戦艦で来たことを理由にスペースサタンキングは全宇宙の星人たちを誘導し、ウルトラ族を危険で邪悪な種族として排除することを提案する。
そのころウルトラの国ではプラズマスパークの軌道修正ポイント改良工事が行なわれていた。この工事はウルトラの国の軌道を保つ重要な工事であり多数の人員とウルトラ兄弟が担当に割かれていた。サタン軍によって占拠された議場からなんとか脱出したタロウにより父とキングの危機が告げられたが、ゾフィーは工事の完成のために反撃を延期するように判断した。ゾフィーの決定により全面反撃に出られないウルトラ族は全宇宙連合軍の攻撃を受け疲弊し、ついにプラズマスパークの完成を待たずして、女性、子どもなどの避難事業を開始、ウルトラ族は宇宙に散り散りになる。どうにか工事は終了するが、それは連合軍の総攻撃直前だった。最後のプラズマスパークの照射を目くらましに、全ウルトラ戦士に脱出を指示するゾフィーだったが、スイッチを入れるのは自分だと、セブンが名乗り出てゾフィー以下、多数のウルトラ戦士は再会を期して脱出することになる。
スペースサタンキングはウルトラの国陥落以降も追撃の手をゆるめず、全宇宙に星人番号制を導入する、サタン軍による犯罪をウルトラ族の仕業に見せかける、などじわじわと包囲網をせばめてウルトラ戦士の根絶やしを画策していた。そんななか、ついにウルトラの母までが連合軍に捕らえられてしまう。ゾフィー以下ウルトラ兄弟は母奪還のために連合軍に捨て身の攻撃をしかける。圧倒的不利な状況の中、母を人質に取られ絶体絶命に陥るがそこを救ったのはウルトラの国最終決戦で連合軍内に潜伏していたセブンだった。ようやくスペースサタンキングに一矢報いたウルトラ兄弟はサタン軍に対し反撃を開始する。本拠地である人工天体サタン星に乗り込むものの、そこはもぬけのからで、兄弟を閉じ込めたままサタン星は地球に向けて移動を開始する。兄弟はウルトラサインで地球人に危機を伝え、サタン星を外部と内部からの同時攻撃でどうにか破壊する。しかしエネルギーを使い切ったウルトラ兄弟は再び散り散りなり人間の姿で地球にたどり着く。体力を蓄えて反撃の機会をうかがおうとした矢先、今度はサタン軍、そしてバルタン星人がウルトラ戦士の死体を求めて地球を攻撃する。戦闘に巻き込まれ罪もない地球人が死んでいくのに耐えられず、母はその姿を現し、ゾフィー、マン、セブンも次々に変身するが、スペシウム光線も出ないほど消耗しており、全滅は時間の問題であった。そこにレオとアストラが飛来、バルタン軍、サタン軍を蹴散らし、ゾフィーらを救う。逃げるバルタン軍に一安心する地球人だったが、そこに新マン、エース、タロウが現れ、レオたちを攻撃、全員を連れ去ってしまう。
実は新マン、エース、タロウはすでにバルタン軍の手におち、改造を施されキング・バルタンの精神支配下にあった。キング・バルタンはうらみ重なるウルトラ戦士を全員自分の手下にするべく改造処置を始めるが、死体を回収しないと処刑されてしまうサタン軍はそれに抵抗、その混乱の中レオ・アストラがまっさきに意識を取り戻し移動要塞から兄弟を連れて脱出する。しかし改造された3人により追跡され兄弟同士の戦いが始まった。果たして彼らの運命は……。

#### 本作品独自設定・キャラクター（ウルトラ兄弟物語編）
スペースサタンキング
宇宙の悪魔と呼ばれた極悪宇宙人。サタン軍団と呼ばれる手下を多く有する。同じ顔の星人を手下に持ち、その正体は人工天体と融合した怪物。
デビルプリンス
スペースサタンキングの息子。サタンキングと融合して巨大化し、さらに怪物に変じた。
テロ・ハンター
宇宙の殺し屋。鳥のような足を持ち殺しを生きがいとする残虐な性格。デビルプリンスの雇った対ウルトラ族用の戦士。
ジャッカー
『ザ・ウルトラマン』に登場したジャッカル大魔王配下のジャッカル星人の生き残り。ウルトラ戦士に深い恨みを持つ。
ファイティングジャック
全宇宙格闘技チャンピオン。自分よりも強いと言われるウルトラ戦士と雌雄を決するために配下となる。後に片腕を犠牲にしてウルトラの母を助け、全宇宙連合軍を率いて新サタン星を攻撃するなどウルトラ族の味方になった。
キング・バルタン
バルタン星人の王。『ザ・ウルトラマン』登場のキング・バルタンとは関連しない。テレパシーで改造ウルトラを操った。用いる円盤も本作品オリジナル。
防衛隊隊長
地球防衛隊の隊長と思われる地球人。大恩あるウルトラ兄弟ごとサタン星を破壊することを反対していたが、爆破が決行された。その罪滅ぼしのために戦闘機でキングバルタンに特攻し、ウルトラ兄弟に勝機を与える。
ウルトラグレート光線
ウルトラ戦士の全エネルギーをカラータイマーから放出して一点集中させることにより強大な破壊力を生み出す光線。ウルトラの母も参加している。一種の自爆技のため、使用するとウルトラ族の姿を保てなくなる。
バトルシップ
ウルトラ族の使用する戦艦。強力な兵器と艦載機を多数搭載している。
合体光線
ウルトラ兄弟の合体光線。
ウルトラ超破壊全身発光
星と融合したサタンキングを倒すために用いられた。名前のとおり全身から破壊光線を放射する技。
勇士司令部六人衆（仮称）
セブンの幼馴染でありセブン族の機関勇士司令部の猛者。プラズマスパークを用いた脱出作戦の殿を務めた。全員顔や身体のデザインが異なる。

### ウルトラ大戦争編
『コロコロコミック』1980年2月号から4月号に連載。
宇宙警備隊が結成され、宇宙は平和に保たれていた。そんなある日一隻の宇宙船がウルトラの国に墜落、その後プラズマ・スパークが次々と停止するという異常事態が発生する。ウルトラの父以下ウルトラ一千人軍団はネオバトルシップに乗り込み、唯一残されたフライトレコーダーの記録を頼りに異常現象の探索に出発する。そして長い旅路の末、宇宙正義軍を名乗る一団と接触する。当初友好的だった宇宙正義軍は突如態度を豹変させネオバトルシップに攻撃を開始する。からくも宇宙正義軍を倒したウルトラ戦士だったが、宇宙正義軍のしかけたプラズマエネルギーを吸収する装置に愕然とする。それはウルトラの国特有の技術であった。敵はウルトラ族かと動揺するウルトラ戦士の前にネオバトルシップそっくりの大戦艦が現れる。実は彼らはW87星というかつてM78星と双子星であった種族であり、ウルトラ族とそっくりに進化した種族であった。唯一違っていたのは、ウルトラ族が正義を愛するように彼らは戦乱を愛する好戦的な種族になったということだった。まったく同じ能力を持ち、そっくりの姿を有する彼らは過去のウルトラ族によって星ごと追放されていたのだ。遠い過去からの遺恨を抱いた兄弟種族の戦いが始まった。

#### 本作品独自設定・キャラクター（ウルトラ大戦争編）
ネオ・バトルシップ
ウルトラ族の新型宇宙戦艦。外宇宙航行を想定して建造された超巨大戦艦でありバトルシップを遥かに凌ぐ超弩級戦艦である。
W87星人（仮称）
本編に名前は登場しないがM78星のウルトラ族そっくりの姿をした宇宙人。体色は反転しており（白黒作品なので断言はできないが）、ウルトラ族の赤い部分が銀、銀の部分が黒と思われる。ウルトラの父やウルトラ兄弟など個人とも同じ外観、能力を有しており好戦的。
宇宙正義軍
W87星人配下と思われる軍団。地球人のような姿に鎧を纏っているが、背丈はウルトラ族と同程度。参謀はケンタウルスと名乗った。
グレートM87光線
ウルトラ一千人部隊で拵えたウルトラピラミッドの頂点に立ったゾフィーが放つ最強のM87光線。W87星人の戦艦を破壊した。

### ウルトラセブン物語編
『コロコロコミック』1979年春の特別増刊号掲載。
若きウルトラセブンはまだレッドマンと呼ばれ、格闘では無類の強さを誇るものの精神力の強さを必要とするアイスラッガーだけは習得できずにいた。しかし強さを己の価値と過信するレッドマンは力をただもとめようとする。そんなレッドマンを諌めようとセブン族の長老、大セブン（ビッグセブン）は、ダーク族の襲来に際し、S地区を守るように指示する。S地区は非戦闘員の避難所だった。強さを求めるレッドマンはS地区の守りを放棄し前線に飛び出す。レッドマンの活躍でダーク族は退却するものの、S地区が襲撃を受け多くの非戦闘員に死傷者がでてしまう。大セブンはレッドマンを追放するしかなかった。宇宙を放浪し強さの意味を求めるレッドマンだったが、ある日セブン系地区が再びダーク族に襲われているとの知らせを届けにきたレッド族（セブン族）の若者に請われ、故郷に戻る。その戦いの中でダーク族の頭目をアイスラッガーで倒したレッドマンの頭部に、初めてアイスラッガーが戻る。彼は彷徨の中で確かに成長していたのだ。それを見届けた大セブンはレッドマンにセブンの称号を与え、レッドマンはウルトラセブンとなった。

#### 本作品独自設定・キャラクター（ウルトラセブン物語編）
レッドマン
若きセブンの名。セブン族（レッド族）では勇者にセブンという称号をつける仕来りがあるとされ、レッドマンもセブンの名を求めていた。
大セブン（ビッグセブン）
セブン族の長老。ウルトラ族でいうウルトラの父にあたるらしい人物。多少老けているだけで姿はほぼセブンと同じ。

### セブンとタロウ編
『コロコロコミック』1979年11月号掲載。
当時のタイトルは「秘録ウルトラセブンとタロウ」。まだ宇宙警備隊が結成されていなかったころの宇宙では、ウルトラ戦士はウルトラ保安官として地域の治安維持に努めていた。ウルトラの父、母も息子タロウをつれてその務めを果たしていたが幼いタロウは増長し、自分の力を誇示するようになっていた。セブンに対しても腕比べを挑む血気盛んなタロウは、スペースバンディッツとの抗争にひとり抜け駆けをして捕らえられてしまう。人質にされたタロウを単身救いに行くセブン。スペースバンディッツの頭目はタロウに剣を突きつけセブンに降伏をせまるが、それを無視したセブンのアイスラッガーが頭目を切り裂いた。タロウに戦いの意味、強さの意味をさとし、セブンは去っていった。

#### 本作品独自設定・キャラクター（セブンとタロウ編）
タロウの友人
増長していたタロウの取り巻き。セブン族1人、ウルトラ族2人。

### ウルトラマン80編
『コロコロコミック』1980年5月号から10月号、および、小学四年生1980年5月号から1981年1月号に連載。ウルトラマン80を主人公にした数話のシリーズ。テレビ版に準じたものとオリジナルシリーズが存在する。

#### 本作品独自設定・キャラクター（ウルトラマン80編）
サンダーアロー
5万年前にウルトラの国を追放された戦士。変身能力と怪獣軍団を使ってウルトラの国に復讐する。
ウルトラマン・レッド
ウルトラマン80の上官。ウルトラの父に近い角を持ち、セブン族とウルトラ族の両方の特徴を有する。80を助け、温かくも厳しく育て上げる。ケイブンシャ『ウルトラマン80大百科』においても地球派遣より以前の時期を描いた漫画・イラストストーリーに登場している。

### ゾフィー編
『コロコロコミック』1979年12月号から1980年1月号まで連載された「ゾフィーの伝説」、および1980年11月号から1981年3月号まで連載された「ゾフィーの戦い」を指す。
ウォーリアン
ゾフィーの養父。「ウルトラ勇士」の称号を持ち、M87光線の威力も当時のゾフィーが驚愕するほど高いが、すでに老齢にあって寿命は尽きかけている。ゾフィーにM87光線を命がけで伝授し、ボリス星人との交戦に際して自分ごとM87光線で撃たせて爆発に消える。その記憶をゾフィーは長らく封印していたが、ボリス星人との再戦に際して思い出したことから、現在のM87光線を撃てるようになった。
シーザー
元宇宙警備隊隊員である賞金稼ぎ。両肘から先を機械化しており、戦闘の際には発射も可能であるうえ、その後の腕部に内蔵したレーザー砲との連携攻撃を得意としている。醜い欲に堕ちた性格ゆえにゾフィーを仲間に誘うも拒絶されて決闘となった末、先述の攻撃を彼が接近戦に持ち込んでカラータイマーを自爆させたことにより、倒される。

## 単行本
- 小学館〈てんとう虫コミックス〉全3巻
- 双葉社〈アクションコミックス〉全5巻
  1. ISBN 4-575-93587-5
  2. ISBN 4-575-93593-X
  3. ISBN 4-575-93594-8
  4. ISBN 4-575-93600-6
  5. ISBN 4-575-93606-5

  - 小学館から刊行された単行本に未収録のエピソードも収録している。
- 文藝春秋〈文春デジタル漫画館〉全5巻[3]
  - 双葉社版を電子書籍として復刻したもの。表紙はかたおか徹治による描き下ろし。